# Indian Wells Open 2000 - Qualificazioni doppio maschile
Le qualificazioni del doppio maschile dell'Indian Wells Open 2000 sono state un torneo di tennis preliminare per accedere alla fase finale della manifestazione. I vincitori dell'ultimo turno sono entrati di diritto nel tabellone principale. In caso di ritiro di uno o più giocatori aventi diritto a questi sono subentrati i lucky loser, ossia i giocatori che hanno perso nell'ultimo turno ma che avevano una classifica più alta rispetto agli altri partecipanti che avevano comunque perso nel turno finale.
Le qualificazioni del doppio del torneo Indian Wells Open 2000 prevedevano 8 coppie partecipanti di cui 2 sono entrate nel tabellone principale.

## Teste di serie
1. Marcos Ondruska /  Jack Waite (primo turno)
2. Devin Bowen /  Brandon Coupe (primo turno)

1. Nicolás Lapentti /  Peter Tramacchi (ultimo turno)
2. Alberto Martín /  Sjeng Schalken (ultimo turno)

## Qualificati
1. Arnaud Clément  /   Sébastien Grosjean

1. Roger Federer  /   Dominik Hrbatý

## Tabellone

### Legenda
| - Q = Qualificato - WC = Wild card - LL = Lucky loser | - ALT = Alternate - SE = Special Exempt - PR = Protected Ranking | - w/o = Walkover - r = Ritirato - d = Squalificato |

### Sezione 1
|  | Primo turno | Primo turno                       | Primo turno                       | Primo turno | Primo turno |  |  | Ultimo turno | Ultimo turno                      | Ultimo turno | Ultimo turno | Ultimo turno |  |
|  |             |                                   |                                   |             |             |  |  |              |                                   |              |              |              |  |
|  |             | Arnaud Clément Sébastien Grosjean | Arnaud Clément Sébastien Grosjean | 7           | 7           |  |  |              |                                   |              |              |              |  |
|  | 1           | Marcos Ondruska Jack Waite        | Marcos Ondruska Jack Waite        | 5           | 5           |  |  |              | Arnaud Clément Sébastien Grosjean | 7            | 4            | 6            |  |
|  | 4           | Alberto Martín Sjeng Schalken     | Alberto Martín Sjeng Schalken     | 6           | 7           |  |  | 4            | Alberto Martín Sjeng Schalken     | 5            | 6            | 1            |  |
|  |             | Luke Jensen Murphy Jensen         | Luke Jensen Murphy Jensen         | 4           | 68          |  |  |              |                                   |              |              |              |  |

### Sezione 2
|  | Primo turno | Primo turno                      | Primo turno                  | Primo turno | Primo turno |  |  | Ultimo turno | Ultimo turno                     | Ultimo turno | Ultimo turno | Ultimo turno |  |
|  |             |                                  |                              |             |             |  |  |              |                                  |              |              |              |  |
|  |             | Roger Federer Dominik Hrbatý     | Roger Federer Dominik Hrbatý | 6           | 6           |  |  |              |                                  |              |              |              |  |
|  | 2           | Devin Bowen Brandon Coupe        | Devin Bowen Brandon Coupe    | 4           | 2           |  |  |              | Roger Federer Dominik Hrbatý     | 63           | 6            | 6            |  |
|  | 3           | Nicolás Lapentti Peter Tramacchi | 6                            | 3           | 6           |  |  | 3            | Nicolás Lapentti Peter Tramacchi | 7            | 4            | 3            |  |
|  |             | Geoff Grant Mark Keil            | 3                            | 6           | 3           |  |  |              |                                  |              |              |              |  |